# Puidoux
Puidoux är en ort och kommun i distriktet Lavaux-Oron i kantonen Vaud, Schweiz. Kommunen har 3 008 invånare (2023).